# سمبل جيرفي

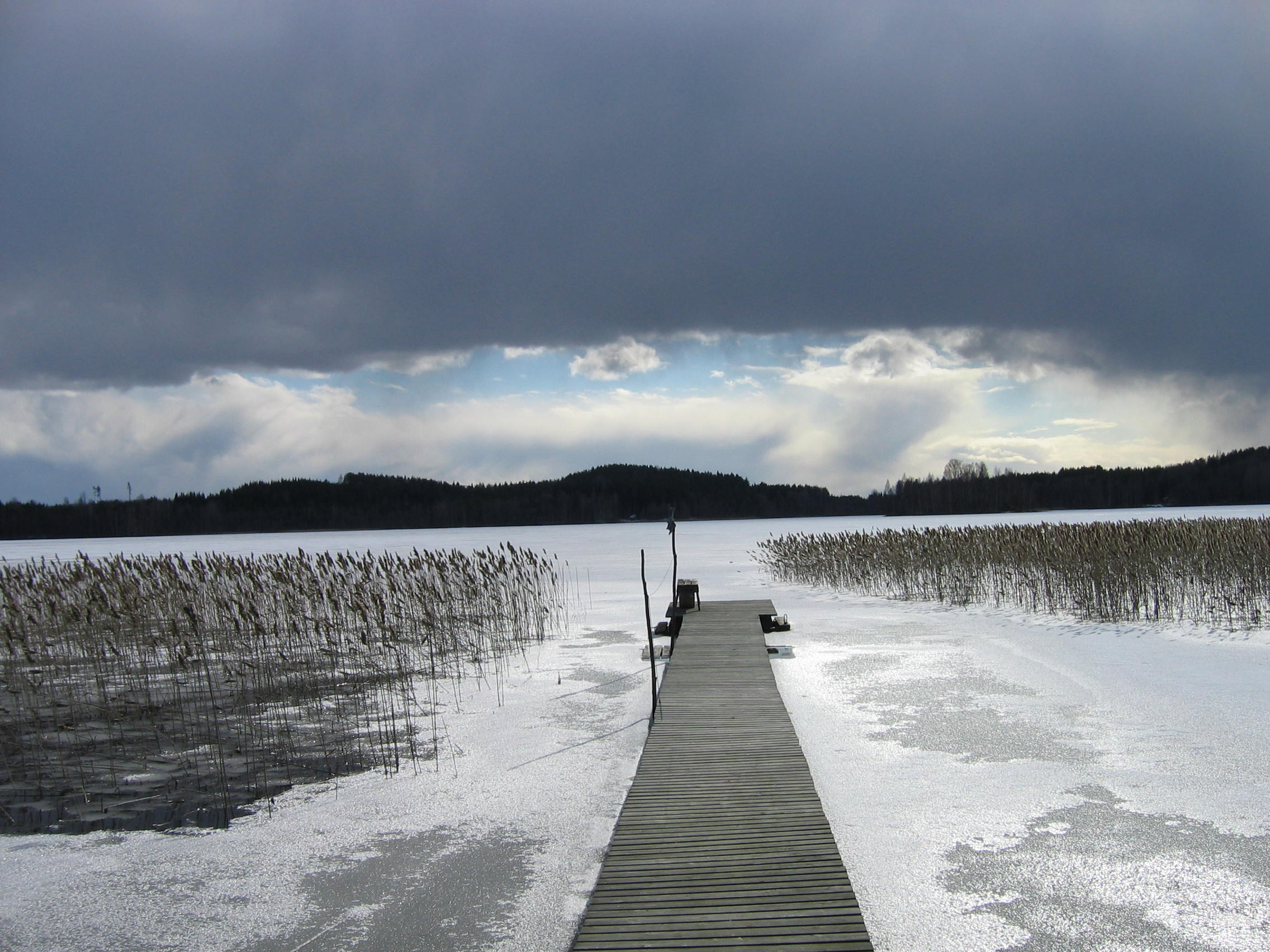
بحيرة سمبل جيرفي في الشتاء

سمبل جيرفي هي بحيرة متوسطة الحجم تقع في بلدية بيريكالا في منطقة كاريليا الجنوبية في فنلندا.

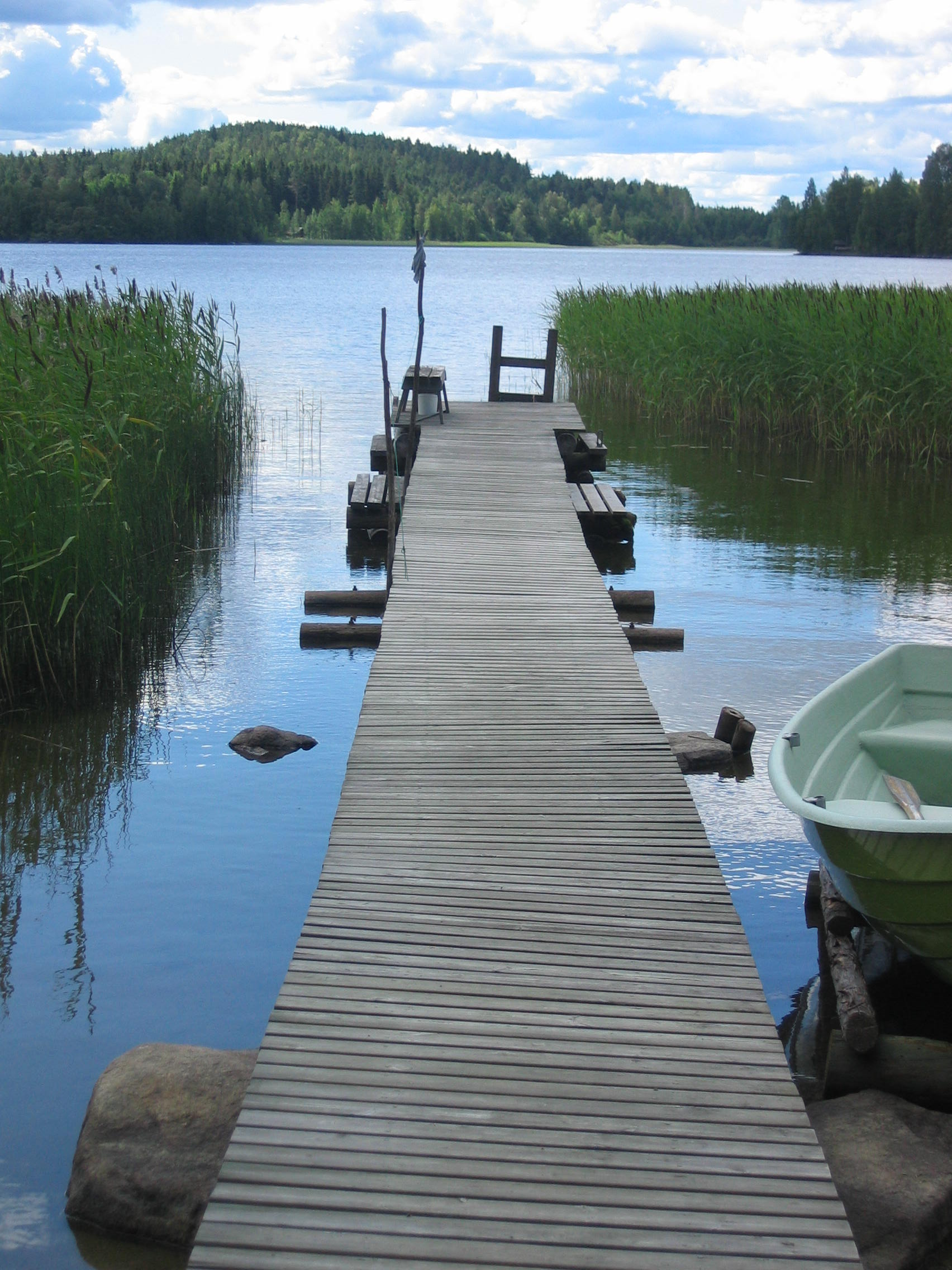
بحيرة سمبل جيرفي في الصيف